# Косинский, Юлиан
Юлиан Коси́нский (пол. Julian Kosiński; 1833—1914) — польский хирург.

## Биография
Изучал медицину в Петербурге, где закончил Императорскую медико-хирургическую академию в 1858. После окончании курса отправился в Варшаву, где с 1862 был прозектором, 1869 — экстраординарный, а с 1877 — ординарный профессор хирургии и директор хирургической клиники. В 1866—1868 путешествовал по Германии и Франции, занимаясь исключительно хирургией. Славясь как один из лучших польских хирургов, он оставил мало литературных произведений, которые помещал в различных польских изданиях.
Косинский обвинялся в оставлении хирургических инструментов в животе пациента, что привело к её смерти. Суд вынес оправдательный приговор и отклонил иск об убытках.
Косинский был женат на Марии Терезе Саломее (пол. Maria Teresa Salomea) (1849—1892), дочери генерала Александра Гауке (пол. Aleksander Jan Hauke). Похоронен на кладбище Старые Повонзки (210, II).